# Tour de Hongrie 2025
 (avril 2025).
Le Tour de Hongrie 2025 est la 46e édition de cette course cycliste par étapes masculine. Il a lieu en Hongrie du 14 mai au 18 mai 2025. Il se déroule entre Budapest et Esztergom sur un parcours de 875 km et fait partie du calendrier UCI ProSeries 2025, le deuxième niveau du cyclisme international, en catégorie 2.Pro.

## Présentation

### Parcours
Le Tour de Hongrie 2025 est tracé sur cinq étapes en ligne pour une distance totale de 875 kilomètres.

### Équipes
21 équipes participent à ce Tour de Hongrie - 6 équipes UCI World Tour, 9 équipes UCI ProTeam et 6 équipes continentales :
| WorldTeams (6)- XDS Astana Team - Bahrain-Victorious - Red Bull-BORA-hansgrohe - Team Jayco AlUla - Lidl-Trek - UAE Team Emirates XRG ProTeams (9)- Euskaltel-Euskadi - Team Flanders-Baloise - Caja Rural-Seguros RGA - Team Novo Nordisk - Team Polti VisitMalta - Unibet Tietema Rockets - VF Group-Bardiani CSF-Faizanè - Equipo Kern Pharma - Q36.5 Pro Cycling Team Équipes continentales (5)- Karcag Cycling ÉPKAR Team 2025 - Epronex-Hungary Cycling Team - Team United Shipping - MBH Bank Ballan CSB - Pierre Baguette Cycling Équipe de cyclo-cross- Pauwels Sauzen-Cibel Clementines |
| |

## Étapes
| Étape     | Date   | Villes étapes         | type | Distance (km) | Dénivelé (m) | Vainqueur d'étape   | Leader du classement général |
| --------- | ------ | --------------------- | ---- | ------------- | ------------ | ------------------- | ---------------------------- |
| 1re étape | 14 mai | Budapest – Győr       |      | 210           | 1 042 m      | Danny van Poppel    | Danny van Poppel             |
| 2e étape  | 15 mai | Veszprém – Siófok     |      | 178           | 1 244 m      | Danny van Poppel    | Danny van Poppel             |
| 3e étape  | 16 mai | Gödöllő – Kékestető   |      | 163           | 1 974 m      | Harold Martín López | Harold Martín López          |
| 4e étape  | 17 mai | Tata – Székesfehérvár |      | 154           | 1 035 m      | Dylan Groenewegen   | Harold Martín López          |
| 5e étape  | 18 mai | Etyek – Esztergom     |      | 170           | 1 960 m      |                     |                              |

## Déroulement de la course

### 1reétape
| \| Classement de l'étape \| Classement de l'étape \| Classement de l'étape \| Classement de l'étape \| Classement de l'étape \| \| Coureur \| Coureur \| Pays \| Équipe \| Temps \| \| --------------------- \| --------------------- \| --------------------- \| ----------------------------- \| --------------------- \| \| 1er \| Danny van Poppel \| Pays-Bas \| Red Bull-Bora-Hansgrohe \| 4 h 54 min 18 s \| \| 2e \| Tim Torn Teutenberg \| Allemagne \| Lidl-Trek \| + 0 s \| \| 3e \| Dylan Groenewegen \| Pays-Bas \| Team Jayco AlUla \| + 0 s \| \| 4e \| Marc Brustenga \| Espagne \| Equipo Kern Pharma \| + 0 s \| \| 5e \| Matteo Malucelli \| Italie \| XDS Astana Team \| + 0 s \| \| 6e \| Mihajlo Stolić \| Serbie \| Team United Shipping \| + 0 s \| \| 7e \| Giacomo Nizzolo \| Italie \| Q36.5 Pro Cycling Team \| + 0 s \| \| 8e \| Phil Bauhaus \| Allemagne \| Bahrain Victorious \| + 0 s \| \| 9e \| Sam Welsford \| Australie \| Red Bull-Bora-Hansgrohe \| + 0 s \| \| 10e \| Luca Colnaghi \| Italie \| VF Group-Bardiani CSF-Faizanè \| + 0 s \| |                     |           |                               |                 |
| |                     |           |                               |                 |
| |                     |           |                               |                 |
| Classement de l'étape |                     |           |                               |                 |
| Coureur | Coureur             | Pays      | Équipe                        | Temps           |
| 1er | Danny van Poppel    | Pays-Bas  | Red Bull-Bora-Hansgrohe       | 4 h 54 min 18 s |
| 2e | Tim Torn Teutenberg | Allemagne | Lidl-Trek                     | + 0 s           |
| 3e | Dylan Groenewegen   | Pays-Bas  | Team Jayco AlUla              | + 0 s           |
| 4e | Marc Brustenga      | Espagne   | Equipo Kern Pharma            | + 0 s           |
| 5e | Matteo Malucelli    | Italie    | XDS Astana Team               | + 0 s           |
| 6e | Mihajlo Stolić      | Serbie    | Team United Shipping          | + 0 s           |
| 7e | Giacomo Nizzolo     | Italie    | Q36.5 Pro Cycling Team        | + 0 s           |
| 8e | Phil Bauhaus        | Allemagne | Bahrain Victorious            | + 0 s           |
| 9e | Sam Welsford        | Australie | Red Bull-Bora-Hansgrohe       | + 0 s           |
| 10e | Luca Colnaghi       | Italie    | VF Group-Bardiani CSF-Faizanè | + 0 s           |

| \| Classement général \| Classement général \| Classement général \| Classement général \| Classement général \| \| Coureur \| Coureur \| Pays \| Équipe \| Temps \| \| ------------------ \| ---------------------- \| ------------------ \| -------------------------------- \| ------------------ \| \| 1er \| Danny van Poppel \| Pays-Bas \| Red Bull-Bora-Hansgrohe \| 4 h 54 min 08 s \| \| 2e \| Tim Torn Teutenberg \| Allemagne \| Lidl-Trek \| + 4 s \| \| 3e \| János Pelikán \| Hongrie \| Team United Shipping \| + 4 s \| \| 4e \| Dylan Groenewegen \| Pays-Bas \| Team Jayco AlUla \| + 6 s \| \| 5e \| Michael Vanthourenhout \| Belgique \| Pauwels Sauzen-Cibel Clementines \| + 6 s \| \| 6e \| Matteo Ambrosini \| Italie \| MBH Bank Ballan CSB \| + 9 s \| \| 7e \| Siebe Deweirdt \| Belgique \| Team Flanders-Baloise \| + 9 s \| \| 8e \| Marc Brustenga \| Espagne \| Equipo Kern Pharma \| + 10 s \| \| 9e \| Matteo Malucelli \| Italie \| XDS Astana Team \| + 10 s \| \| 10e \| Mihajlo Stolić \| Serbie \| Team United Shipping \| + 10 s \| |                        |           |                                  |                 |
| |                        |           |                                  |                 |
| |                        |           |                                  |                 |
| Classement général |                        |           |                                  |                 |
| Coureur | Coureur                | Pays      | Équipe                           | Temps           |
| 1er | Danny van Poppel       | Pays-Bas  | Red Bull-Bora-Hansgrohe          | 4 h 54 min 08 s |
| 2e | Tim Torn Teutenberg    | Allemagne | Lidl-Trek                        | + 4 s           |
| 3e | János Pelikán          | Hongrie   | Team United Shipping             | + 4 s           |
| 4e | Dylan Groenewegen      | Pays-Bas  | Team Jayco AlUla                 | + 6 s           |
| 5e | Michael Vanthourenhout | Belgique  | Pauwels Sauzen-Cibel Clementines | + 6 s           |
| 6e | Matteo Ambrosini       | Italie    | MBH Bank Ballan CSB              | + 9 s           |
| 7e | Siebe Deweirdt         | Belgique  | Team Flanders-Baloise            | + 9 s           |
| 8e | Marc Brustenga         | Espagne   | Equipo Kern Pharma               | + 10 s          |
| 9e | Matteo Malucelli       | Italie    | XDS Astana Team                  | + 10 s          |
| 10e | Mihajlo Stolić         | Serbie    | Team United Shipping             | + 10 s          |

### 2eétape
| \| Classement de l'étape \| Classement de l'étape \| Classement de l'étape \| Classement de l'étape \| Classement de l'étape \| \| Coureur \| Coureur \| Pays \| Équipe \| Temps \| \| --------------------- \| --------------------- \| --------------------- \| ----------------------- \| --------------------- \| \| 1er \| Danny van Poppel \| Pays-Bas \| Red Bull-Bora-Hansgrohe \| 3 h 59 min 46 s \| \| 2e \| Dylan Groenewegen \| Pays-Bas \| Team Jayco AlUla \| + 0 s \| \| 3e \| Tim Torn Teutenberg \| Allemagne \| Lidl-Trek \| + 0 s \| \| 4e \| Matyáš Kopecký \| Tchéquie \| Team Novo Nordisk \| + 0 s \| \| 5e \| Sebastián Molano \| Colombie \| UAE Team Emirates XRG \| + 0 s \| \| 6e \| Manuel Peñalver \| Espagne \| Team Polti VisitMalta \| + 0 s \| \| 7e \| Marc Brustenga \| Espagne \| Equipo Kern Pharma \| + 0 s \| \| 8e \| Jules Hesters \| Belgique \| Team Flanders-Baloise \| + 0 s \| \| 9e \| Mihajlo Stolić \| Serbie \| Team United Shipping \| + 0 s \| \| 10e \| Matteo Malucelli \| Italie \| XDS Astana Team \| + 0 s \| |                     |           |                         |                 |
| |                     |           |                         |                 |
| |                     |           |                         |                 |
| Classement de l'étape |                     |           |                         |                 |
| Coureur | Coureur             | Pays      | Équipe                  | Temps           |
| 1er | Danny van Poppel    | Pays-Bas  | Red Bull-Bora-Hansgrohe | 3 h 59 min 46 s |
| 2e | Dylan Groenewegen   | Pays-Bas  | Team Jayco AlUla        | + 0 s           |
| 3e | Tim Torn Teutenberg | Allemagne | Lidl-Trek               | + 0 s           |
| 4e | Matyáš Kopecký      | Tchéquie  | Team Novo Nordisk       | + 0 s           |
| 5e | Sebastián Molano    | Colombie  | UAE Team Emirates XRG   | + 0 s           |
| 6e | Manuel Peñalver     | Espagne   | Team Polti VisitMalta   | + 0 s           |
| 7e | Marc Brustenga      | Espagne   | Equipo Kern Pharma      | + 0 s           |
| 8e | Jules Hesters       | Belgique  | Team Flanders-Baloise   | + 0 s           |
| 9e | Mihajlo Stolić      | Serbie    | Team United Shipping    | + 0 s           |
| 10e | Matteo Malucelli    | Italie    | XDS Astana Team         | + 0 s           |

| \| Classement général \| Classement général \| Classement général \| Classement général \| Classement général \| \| Coureur \| Coureur \| Pays \| Équipe \| Temps \| \| ------------------ \| ---------------------- \| ------------------ \| -------------------------------- \| ------------------ \| \| 1er \| Danny van Poppel \| Pays-Bas \| Red Bull-Bora-Hansgrohe \| 8 h 53 min 44 s \| \| 2e \| János Pelikán \| Hongrie \| Team United Shipping \| + 8 s \| \| 3e \| Dylan Groenewegen \| Pays-Bas \| Team Jayco AlUla \| + 10 s \| \| 4e \| Tim Torn Teutenberg \| Allemagne \| Lidl-Trek \| + 10 s \| \| 5e \| Michael Vanthourenhout \| Belgique \| Pauwels Sauzen-Cibel Clementines \| + 16 s \| \| 6e \| Luca Cretti \| Italie \| MBH Bank Ballan CSB \| + 16 s \| \| 7e \| Balázs Rózsa \| Hongrie \| Epronex-Hungary Cycling Team \| + 18 s \| \| 8e \| Matteo Ambrosini \| Italie \| MBH Bank Ballan CSB \| + 19 s \| \| 9e \| Siebe Deweirdt \| Belgique \| Team Flanders-Baloise \| + 19 s \| \| 10e \| Marc Brustenga \| Espagne \| Equipo Kern Pharma \| + 20 s \| |                        |           |                                  |                 |
| |                        |           |                                  |                 |
| |                        |           |                                  |                 |
| Classement général |                        |           |                                  |                 |
| Coureur | Coureur                | Pays      | Équipe                           | Temps           |
| 1er | Danny van Poppel       | Pays-Bas  | Red Bull-Bora-Hansgrohe          | 8 h 53 min 44 s |
| 2e | János Pelikán          | Hongrie   | Team United Shipping             | + 8 s           |
| 3e | Dylan Groenewegen      | Pays-Bas  | Team Jayco AlUla                 | + 10 s          |
| 4e | Tim Torn Teutenberg    | Allemagne | Lidl-Trek                        | + 10 s          |
| 5e | Michael Vanthourenhout | Belgique  | Pauwels Sauzen-Cibel Clementines | + 16 s          |
| 6e | Luca Cretti            | Italie    | MBH Bank Ballan CSB              | + 16 s          |
| 7e | Balázs Rózsa           | Hongrie   | Epronex-Hungary Cycling Team     | + 18 s          |
| 8e | Matteo Ambrosini       | Italie    | MBH Bank Ballan CSB              | + 19 s          |
| 9e | Siebe Deweirdt         | Belgique  | Team Flanders-Baloise            | + 19 s          |
| 10e | Marc Brustenga         | Espagne   | Equipo Kern Pharma               | + 20 s          |

### 3eétape
| \| Classement de l'étape \| Classement de l'étape \| Classement de l'étape \| Classement de l'étape \| Classement de l'étape \| \| Coureur \| Coureur \| Pays \| Équipe \| Temps \| \| --------------------- \| --------------------- \| --------------------- \| ----------------------------- \| --------------------- \| \| 1er \| Harold Martín López \| Équateur \| XDS Astana Team \| 3 h 54 min 13 s \| \| 2e \| Alessandro Covi \| Italie \| UAE Team Emirates XRG \| + 7 s \| \| 3e \| Albert Philipsen \| Royaume du Danemark \| Lidl-Trek \| + 7 s \| \| 4e \| Pavel Novák \| Tchéquie \| MBH Bank Ballan CSB \| + 7 s \| \| 5e \| Jan Castellon \| Espagne \| Caja Rural-Seguros RGA \| + 7 s \| \| 6e \| Alexander Hajek \| Autriche \| Red Bull-Bora-Hansgrohe \| + 7 s \| \| 7e \| Bálint Feldhoffer \| Hongrie \| Team United Shipping \| + 12 s \| \| 8e \| Odd Christian Eiking \| Norvège \| Unibet Tietema Rockets \| + 12 s \| \| 9e \| Harm Vanhoucke \| Belgique \| Q36.5 Pro Cycling Team \| + 15 s \| \| 10e \| Alex Tolio \| Italie \| VF Group-Bardiani CSF-Faizanè \| + 15 s \| |                      |                     |                               |                 |
| |                      |                     |                               |                 |
| |                      |                     |                               |                 |
| Classement de l'étape |                      |                     |                               |                 |
| Coureur | Coureur              | Pays                | Équipe                        | Temps           |
| 1er | Harold Martín López  | Équateur            | XDS Astana Team               | 3 h 54 min 13 s |
| 2e | Alessandro Covi      | Italie              | UAE Team Emirates XRG         | + 7 s           |
| 3e | Albert Philipsen     | Royaume du Danemark | Lidl-Trek                     | + 7 s           |
| 4e | Pavel Novák          | Tchéquie            | MBH Bank Ballan CSB           | + 7 s           |
| 5e | Jan Castellon        | Espagne             | Caja Rural-Seguros RGA        | + 7 s           |
| 6e | Alexander Hajek      | Autriche            | Red Bull-Bora-Hansgrohe       | + 7 s           |
| 7e | Bálint Feldhoffer    | Hongrie             | Team United Shipping          | + 12 s          |
| 8e | Odd Christian Eiking | Norvège             | Unibet Tietema Rockets        | + 12 s          |
| 9e | Harm Vanhoucke       | Belgique            | Q36.5 Pro Cycling Team        | + 15 s          |
| 10e | Alex Tolio           | Italie              | VF Group-Bardiani CSF-Faizanè | + 15 s          |

| \| Classement général \| Classement général \| Classement général \| Classement général \| Classement général \| \| Coureur \| Coureur \| Pays \| Équipe \| Temps \| \| ------------------ \| -------------------- \| ------------------- \| ----------------------------- \| ------------------ \| \| 1er \| Harold Martín López \| Équateur \| XDS Astana Team \| 12 h 48 min 07 s \| \| 2e \| Alessandro Covi \| Italie \| UAE Team Emirates XRG \| + 11 s \| \| 3e \| Albert Philipsen \| Royaume du Danemark \| Lidl-Trek \| + 13 s \| \| 4e \| Alexander Hajek \| Autriche \| Red Bull-Bora-Hansgrohe \| + 17 s \| \| 5e \| Pavel Novák \| Tchéquie \| MBH Bank Ballan CSB \| + 17 s \| \| 6e \| Jan Castellon \| Espagne \| Caja Rural-Seguros RGA \| + 17 s \| \| 7e \| Bálint Feldhoffer \| Hongrie \| Team United Shipping \| + 22 s \| \| 8e \| Odd Christian Eiking \| Norvège \| Unibet Tietema Rockets \| + 22 s \| \| 9e \| Harm Vanhoucke \| Belgique \| Q36.5 Pro Cycling Team \| + 25 s \| \| 10e \| Alex Tolio \| Italie \| VF Group-Bardiani CSF-Faizanè \| + 25 s \| |                      |                     |                               |                  |
| |                      |                     |                               |                  |
| |                      |                     |                               |                  |
| Classement général |                      |                     |                               |                  |
| Coureur | Coureur              | Pays                | Équipe                        | Temps            |
| 1er | Harold Martín López  | Équateur            | XDS Astana Team               | 12 h 48 min 07 s |
| 2e | Alessandro Covi      | Italie              | UAE Team Emirates XRG         | + 11 s           |
| 3e | Albert Philipsen     | Royaume du Danemark | Lidl-Trek                     | + 13 s           |
| 4e | Alexander Hajek      | Autriche            | Red Bull-Bora-Hansgrohe       | + 17 s           |
| 5e | Pavel Novák          | Tchéquie            | MBH Bank Ballan CSB           | + 17 s           |
| 6e | Jan Castellon        | Espagne             | Caja Rural-Seguros RGA        | + 17 s           |
| 7e | Bálint Feldhoffer    | Hongrie             | Team United Shipping          | + 22 s           |
| 8e | Odd Christian Eiking | Norvège             | Unibet Tietema Rockets        | + 22 s           |
| 9e | Harm Vanhoucke       | Belgique            | Q36.5 Pro Cycling Team        | + 25 s           |
| 10e | Alex Tolio           | Italie              | VF Group-Bardiani CSF-Faizanè | + 25 s           |

### 4eétape
| \| Classement de l'étape \| Classement de l'étape \| Classement de l'étape \| Classement de l'étape \| Classement de l'étape \| \| Coureur \| Coureur \| Pays \| Équipe \| Temps \| \| --------------------- \| ------------------------ \| --------------------- \| ----------------------- \| --------------------- \| \| 1er \| Dylan Groenewegen \| Pays-Bas \| Team Jayco AlUla \| 3 h 14 min 39 s \| \| 2e \| Danny van Poppel \| Pays-Bas \| Red Bull-Bora-Hansgrohe \| + 0 s \| \| 3e \| Tim Torn Teutenberg \| Allemagne \| Lidl-Trek \| + 0 s \| \| 4e \| Jules Hesters \| Belgique \| Team Flanders-Baloise \| + 0 s \| \| 5e \| Matteo Malucelli \| Italie \| XDS Astana Team \| + 0 s \| \| 6e \| Giacomo Nizzolo \| Italie \| Q36.5 Pro Cycling Team \| + 0 s \| \| 7e \| Marc Brustenga \| Espagne \| Equipo Kern Pharma \| + 0 s \| \| 8e \| Matyáš Kopecký \| Tchéquie \| Team Novo Nordisk \| + 0 s \| \| 9e \| Mihajlo Stolić \| Serbie \| Team United Shipping \| + 0 s \| \| 10e \| Andoni López de Abetxuko \| Espagne \| Euskaltel-Euskadi \| + 0 s \| |                          |           |                         |                 |
| |                          |           |                         |                 |
| |                          |           |                         |                 |
| Classement de l'étape |                          |           |                         |                 |
| Coureur | Coureur                  | Pays      | Équipe                  | Temps           |
| 1er | Dylan Groenewegen        | Pays-Bas  | Team Jayco AlUla        | 3 h 14 min 39 s |
| 2e | Danny van Poppel         | Pays-Bas  | Red Bull-Bora-Hansgrohe | + 0 s           |
| 3e | Tim Torn Teutenberg      | Allemagne | Lidl-Trek               | + 0 s           |
| 4e | Jules Hesters            | Belgique  | Team Flanders-Baloise   | + 0 s           |
| 5e | Matteo Malucelli         | Italie    | XDS Astana Team         | + 0 s           |
| 6e | Giacomo Nizzolo          | Italie    | Q36.5 Pro Cycling Team  | + 0 s           |
| 7e | Marc Brustenga           | Espagne   | Equipo Kern Pharma      | + 0 s           |
| 8e | Matyáš Kopecký           | Tchéquie  | Team Novo Nordisk       | + 0 s           |
| 9e | Mihajlo Stolić           | Serbie    | Team United Shipping    | + 0 s           |
| 10e | Andoni López de Abetxuko | Espagne   | Euskaltel-Euskadi       | + 0 s           |

| \| Classement général \| Classement général \| Classement général \| Classement général \| Classement général \| \| Coureur \| Coureur \| Pays \| Équipe \| Temps \| \| ------------------ \| -------------------- \| ------------------- \| ----------------------------- \| ------------------ \| \| 1er \| Harold Martín López \| Équateur \| XDS Astana Team \| 16 h 02 min 46 s \| \| 2e \| Alessandro Covi \| Italie \| UAE Team Emirates XRG \| + 8 s \| \| 3e \| Albert Philipsen \| Royaume du Danemark \| Lidl-Trek \| + 13 s \| \| 4e \| Alexander Hajek \| Autriche \| Red Bull-Bora-Hansgrohe \| + 16 s \| \| 5e \| Jan Castellon \| Espagne \| Caja Rural-Seguros RGA \| + 17 s \| \| 6e \| Pavel Novák \| Tchéquie \| MBH Bank Ballan CSB \| + 17 s \| \| 7e \| Bálint Feldhoffer \| Hongrie \| Team United Shipping \| + 22 s \| \| 8e \| Odd Christian Eiking \| Norvège \| Unibet Tietema Rockets \| + 22 s \| \| 9e \| Harm Vanhoucke \| Belgique \| Q36.5 Pro Cycling Team \| + 25 s \| \| 10e \| Alex Tolio \| Italie \| VF Group-Bardiani CSF-Faizanè \| + 25 s \| |                      |                     |                               |                  |
| |                      |                     |                               |                  |
| |                      |                     |                               |                  |
| Classement général |                      |                     |                               |                  |
| Coureur | Coureur              | Pays                | Équipe                        | Temps            |
| 1er | Harold Martín López  | Équateur            | XDS Astana Team               | 16 h 02 min 46 s |
| 2e | Alessandro Covi      | Italie              | UAE Team Emirates XRG         | + 8 s            |
| 3e | Albert Philipsen     | Royaume du Danemark | Lidl-Trek                     | + 13 s           |
| 4e | Alexander Hajek      | Autriche            | Red Bull-Bora-Hansgrohe       | + 16 s           |
| 5e | Jan Castellon        | Espagne             | Caja Rural-Seguros RGA        | + 17 s           |
| 6e | Pavel Novák          | Tchéquie            | MBH Bank Ballan CSB           | + 17 s           |
| 7e | Bálint Feldhoffer    | Hongrie             | Team United Shipping          | + 22 s           |
| 8e | Odd Christian Eiking | Norvège             | Unibet Tietema Rockets        | + 22 s           |
| 9e | Harm Vanhoucke       | Belgique            | Q36.5 Pro Cycling Team        | + 25 s           |
| 10e | Alex Tolio           | Italie              | VF Group-Bardiani CSF-Faizanè | + 25 s           |

### 5eétape
| \| Classement de l'étape \| Classement de l'étape \| Classement de l'étape \| Classement de l'étape \| Classement de l'étape \| \| Coureur \| Coureur \| Pays \| Équipe \| Temps \| \| --------------------- \| --------------------- \| --------------------- \| --------------------- \| --------------------- \| |         |      |        |       |
| |         |      |        |       |
| |         |      |        |       |
| Classement de l'étape |         |      |        |       |
| Coureur | Coureur | Pays | Équipe | Temps |

## Classements finals

### Classement général final
| \| Classement général \| Classement général \| Classement général \| Classement général \| Classement général \| \| Coureur \| Coureur \| Pays \| Équipe \| Temps \| \| ------------------ \| ------------------ \| ------------------ \| ------------------ \| ------------------ \| |         |      |        |       |
| |         |      |        |       |
| |         |      |        |       |
| Classement général |         |      |        |       |
| Coureur | Coureur | Pays | Équipe | Temps |

### Classements annexes
| Classement par points | Classement par points | Classement par points | Classement par points | Classement par points |
| Coureur               | Coureur               | Pays                  | Équipe                | Points                |
| --------------------- | --------------------- | --------------------- | --------------------- | --------------------- |

| Classement par points | Classement par points | Classement par points | Classement par points | Classement par points |
| Coureur               | Coureur               | Pays                  | Équipe                | Points                |
| --------------------- | --------------------- | --------------------- | --------------------- | --------------------- |

| Classement de la montagne | Classement de la montagne | Classement de la montagne | Classement de la montagne | Classement de la montagne |
| Coureur                   | Coureur                   | Pays                      | Équipe                    | Points                    |
| ------------------------- | ------------------------- | ------------------------- | ------------------------- | ------------------------- |

| Classement de la montagne | Classement de la montagne | Classement de la montagne | Classement de la montagne | Classement de la montagne |
| Coureur                   | Coureur                   | Pays                      | Équipe                    | Points                    |
| ------------------------- | ------------------------- | ------------------------- | ------------------------- | ------------------------- |

#### Classement par équipes
| Classement par équipes | Classement par équipes | Classement par équipes | Classement par équipes |
| Équipe                 | Équipe                 | Pays                   | Temps                  |
| ---------------------- | ---------------------- | ---------------------- | ---------------------- |

## Évolution des classements
| Étape              | Vainqueur           | Classement général  | Classement par points | Classement de la montagne | Classement du meilleur hongrois | Classement par équipes |
| ------------------ | ------------------- | ------------------- | --------------------- | ------------------------- | ------------------------------- | ---------------------- |
| 1                  | Danny van Poppel    | Danny van Poppel    | Danny van Poppel      | Siebe Deweirdt            | János Pelikán                   | Lidl-Trek              |
| 2                  | Danny van Poppel    | Danny van Poppel    | Danny van Poppel      | Siebe Deweirdt            | János Pelikán                   | Lidl-Trek              |
| 3                  | Harold Martín López | Harold Martín López | Danny van Poppel      | Siebe Deweirdt            | Bálint Feldhoffer               | Unibet Tietema Rockets |
| 4                  | Dylan Groenewegen   | Harold Martín López | Danny van Poppel      | Siebe Deweirdt            | Bálint Feldhoffer               | Unibet Tietema Rockets |
| 5                  | Sebastián Molano    | Harold Martín López | Danny van Poppel      | Siebe Deweirdt            | Bálint Feldhoffer               | Unibet Tietema Rockets |
| Classements finals | Classements finals  | Harold Martín López | Danny van Poppel      | Siebe Deweirdt            | Bálint Feldhoffer               | Unibet Tietema Rockets |